# سمكة القرفة القصيرة
سمكة القرفة القصيرة أو إسقمري قصير (الاسم العلمي: Rastrelliger brachysoma)، نوع من سمك القرفة وفصيلة الإسقمريات موطنها المياه الضحلة في جنوب شرق آسيا وميلانيزيا، وتتغذى بشكل رئيسي على العوالق الحيوانية الصغيرة. أنها ذات أهمية كبيرة في مصايد الأسماك.